# Фасцикуляция
Фасцикуля́ция — возникающее в расслабленной мышце спонтанное мышечное сокращение («подёргивание»). Может определяться визуально или посредством электромиографии. Является результатом непроизвольной деполяризации нижнего мотонейрона, приводящего к сокращению определённой скелетной мышцы.
Фасцикуляции могут вызываться разнообразными причинами. Чаще всего они доброкачественные и периодически могут появляться у здоровых людей. При отсутствии других неврологических признаков (например, атрофии и слабости мышц) может быть поставлен диагноз доброкачественного синдрома фасцикуляции или доброкачественного синдрома крампи-фасцикуляции, что подтверждается данными электромиографии.
Иногда за фасцикуляции ошибочно принимают миокимии, или псевдофасцикуляции.

## Причины

### Доброкачественные
- Стресс[6][4]
- Мышечное перенапряжение[6]
- Туннельный синдром[6]
- Доброкачественный синдром фасцикуляции[1]

### Дефицит витаминов и минералов
- Дефицит магния[7]
- Дефицит витамина D[8]

### Патологические
- Нейромиотония, также известная как «синдром Исаакса»
- Болезни нижнего мотонейрона, в том числе:
  - Полиомиелит
  - Боковой амиотрофический склероз
  - Спинальная мышечная атрофия
- Воздействие ингибиторов ацетилхолинэстеразы:
  - Некоторые препараты для лечения миастении содержат ингибиторы ацетилхолинэстеразы
  - Отравление фосфорорганическими соединениями (в том числе инсектицидами)
- Синдром отмены бензодиазепинов
- Бешенство

Методом обнаружения и исследования фасцикуляций является электромиография.

### Воздействие химических веществ
Появление фасцикуляций могут провоцировать некоторые химические вещества и лекарства, в частности дифенгидрамин, дименгидринат, сальбутамол, кофеин, псевдоэфедрин, амфетамины.

## Лечение
Способы лечения зависят от причин возникновения фасцикуляций.